# Kalle Schröder
Karl Kristian Anton "Kalle" Schröder, född den 30 oktober 1913 på Lidingö, död den 9 juni 1982 på Lidingö, var en svensk tennisspelare. Han var brorson till Christian Schröder.

## Tenniskarriären
Kalle Schröder var den förste svenske tennisspelaren som nådde internationell toppklass. Han vann under åren 1934–1942 11 SM-titlar och blev under 1930-talet tysk, fransk och engelsk inomhusmästare. Han spelade 26 Davis Cup-matcher för Sverige (1934–1939) och vann 17 av dessa. Som lagkamrat hade han bland andra spelaren Nils Rohlsson. På grund av övertramp beroende på ett hetlevrat temperament blev Schröder 1941 tillfälligt diskvalificerad från amatörspel. Under finska vinterkriget deltog han som frivillig soldat till och med 1942. Han blev samma år professionell spelare. Han verkade då som tennisinstruktör och tränade bland andra Lennart Bergelin.

## Schröders betydelse för svensk tennis
Kalle Schröder har särskilt blivit känd för sina tre vinster över den franske storspelaren och Wimbledonsegraren Jean Borotra. Den sista matchen spelades 1935 och gällde Skandinaviska inomhusmästerskapen. Matchen refererades i radio av Sven Jerring. Vid ställningen 2-2 i femte och avgörande set var referattiden slut och Sven Jerring meddelade att han skulle redovisa slutresultatet i efterhand, varefter pausmusik lades på. Detta gav upphov till en av de första "folkstormarna" i svensk radiohistoria. Reaktionen var oväntad för Sven Jerring eftersom tennis på denna tid fortfarande betraktades som en smal, exklusiv idrott känd som den "vita sporten" och förknippades med "överklass".
Schröder uppträdde vid flera tillfällen som dubbelpartner till den svenske tennisälskande kungen Gustaf V. Schröder lyckades genom sitt okonventionella uppträdande på och utanför banan och ett frejdigt humör göra sig till en känd och omtyckt idrottsprofil. Han bidrog därigenom till att bredda intresset för sporten och banade vägen för senare svenska tennisframgångar. Han blev för den svenska publiken också känd för sin stora aptit på bakverk, och han kom därför att kallas "wienerbrödskungen".

## Spelstil
Schröder hade en hård serve och ett mycket effektivt volleyspel. Han hade också stor fördel av sin inställning att aldrig ge upp. Hans svaga sida var medelmåttiga grundslag, framförallt på forehandsidan. Hans tennisstil passade bäst för inomhusbanor, där han vann sina största framgångar. Han besegrade där även andra toppspelare som tysken Gottfried von Cramm och engelsmannen Henry Austin. Under 1950-talet spelade han uppvisningsmatcher i Sverige mot bland andra Fred Perry.
Kalle Schröder är begravd på Norra begravningsplatsen i samma grav som sin farbror, operettsångaren Christian Schröder (1886–1974).